# イアン・ハンター (視覚効果スーパーバイザー)
イアン・ハンター（Ian Hunter）は、視覚効果アーティストである。ニュー・ディール・スタジオズを共同設立し、クリエイティブ・ディレクターを務めて多数の映画に参加している。また映画芸術科学アカデミーの視覚効果部会と視覚効果協会の会員である。『インターステラー』（2014年）と『ファースト・マン』（2018年）への参加によりアカデミー賞視覚効果賞を2度受賞した。

## 受賞とノミネート
| 賞               | 年   | 部門           | 作品名           | 結果       |
| ---------------- | ---- | -------------- | ---------------- | ---------- |
| アカデミー賞     | 2014 | 視覚効果賞     | インターステラー | 受賞       |
| アカデミー賞     | 2018 | 視覚効果賞     | ファースト・マン | 受賞       |
| 英国アカデミー賞 | 2014 | 特殊視覚効果賞 | インターステラー | 受賞       |
| 英国アカデミー賞 | 2018 | 特殊視覚効果賞 | ファースト・マン | ノミネート |